# Карл III (маркграф Баден-Дурлаху)
Карл III Вільгельм (нім. Karl III. Wilhelm; 27 січня 1679 —12 травня 1738) — 9-й маркграф Баден-Дурлаху в 1709—1738 роках. Заклав основи економічного розвитку держави. Заснував Карлсруе.

## Життєпис

### Молоді роки
Походив з династії Церінгенів. Другий син Фрідріха VII, маркграфа Баден-Дурлаху, та Августи Марії Гольштейн-Готторпської. Народився 1679 року в Дурласі. У 1688 році під час війни Аугсбурзької ліги разом з родиною втік до Базелю. Здобув домашню освіту в Йоганна Вільгельма Марктренкера, що навчав Карла Вільгельма історії, праву, французькій мові та латини. Разом з тим виховувався в лютеранському дусі. Крім того, здобув навички з верхової їзди, фехтування та танців.
Деякий час навчався в Женевському університеті. 1689 року перебрався до Утрехтського університету. 1691 року продовжив навчання в Англії. З 1694 року перебував спочатку в Італії, потім у Швеції. 1694 року відвідав імператорський табір під час облоги фортеці Казале а Монферрато. 1697 року одружився з представницею Вюртемберзького дому.
1701 року з початком Війни за іспанську спадщину призначається генерал-вахмейстером військ Швабського округу, що підпорядковувалися Людвигу Вільгельму, маркграфу Баден-Баденському. 1702 року брав участь в облозі фортеці Ландау. Тут отримав поранення у голову. Згодом був учасником у битві біля Фрідлінгену, де французький маршал Клод де Віллар завдав поразки імперському війську. 1703 року відзначився у битві під Гохштедтом. За це отримав звання генерал-фельдмаршал-лейтенанта. 1704 року проявив себе при новій облозі Ландаута захисту Штольгофенської лінії. 1705 року отримав звання генерал-фельдцойгмайстера.

### Маркграф
1709 року після смерті батька успадкував Баден-Дурлах. В подальшому опікувався більше власним володінням, де розпочав політику абсолютизму. Карл III Вільгельм став найвищим суддею та законодавцем. У 1709 та 1710 роках видав постанови, які вимагали абсолютної покори йому. Водночас активно став боротися з корупцією, видавши 5 наказів проти хабарництва. Поліпшив систему державної служби.
Разом з тим до 1714 року не зміг запобігти плюндруванню держави французькими військами. 1715 року заснував резиденцію Карлсруе. Того ж року отримав звання генерал-фельдмаршала. 1719 року Карлсруе офіційно став столицею Баден-Дурлаху. В тому ж році заснував купальні Фюрстенбад.
Після завершення війни почалася політика відновлення господарства. Були введені монополії на продаж заліза, солі та тютюну. Ці монополії були передані в оренду торговцям, що сплачували наперед кошти до державної скарбниці. Сприяв розширенню сільського господарства, зокрема культивації картоплі, транзитної торгівлі. 1732 року впровадив жорстку фіскальну систему, засновану на економії фінансів та впроваджені нових акцизів та податків, насамперед на багатство. В результаті до кінця правління Карл III борг у розмірі 800 тис. талерів було суттєво скорочено.
Крім того, полюбляв квіти. Тому в Дурлаху і Карлсруе створив чудові сади, де було більше 2100 квітів та 7 тис. апельсинових дерев. Багато квітів привіз з Голландії, куди їздив в 1711, 1723 та 1729 роках. У 1733 р. в садах палацу Карлсруе було зареєстровано майже 5000 видів тюльпанів.
1733 року очолив Швабський округ. Помер Карл III Вільгельм 1738 року в Карлсруе, ймовірно, від серцевого нападу. Йому спадкував онук Карл Фрідріх.

## Родина
Дружина — Магдалена Вільгельміна, донька Вільгельма Людвіга, герцога Вюртембергу
Діти:
- Карл Магнус (1701—1712)
- Фрідріх (1703—1732),
- Августа Магдалина (1706—1709)